# Amelia Lundbäck
Amelia Lundbäck (n. 22 septembrie 1998, în Stensjön) este o handbalistă din Suedia care evoluează pe postul de centru pentru clubul românesc CS Minaur Baia Mare și echipa națională a Suediei. Anterior, ea a jucat pentru echipa suedeză Skuru IK.
În februarie 2023 s-a anunțat că din vara lui 2023 Amelia Lundbäck va juca pentru echipa românească CS Minaur Baia Mare.

## Palmares
- Liga Campionilor:
  - Grupe principale: 2020
  - Grupe: 2019

- Liga Europeană:
  - Turul 3: 2021, 2022

- Cupa EHF:
  - Grupe: 2019

- Campionatul Suediei:
  -  Câștigătoare: 2018, 2019
  -  Medalie de argint: 2021
  -  Medalie de bronz: 2022